# Ra:IN
Ra:IN（ライン）は、日本のインストゥルメンタル・ハードロックバンド。

## 概要
ギタリストPATA（X JAPAN）、ベーシスト鈴木享明（元・TENSAW）と、ドラマー向山テツにより、2002年夏に結成された。

## メンバー
- ギター／PATA（石塚智昭 いしづか ともあき 1965年11月4日 千葉県出身）
- ベース／michiaki（鈴木享明 すずき みちあき 1956年9月21日 横浜出身）
- ドラマー／西田竜一（にしだ りゅういち 1964年2月28日 神戸出身）

2014年4月からのサポート期間を経て、2014年6月より正式メンバーとなる。
- キーボード／DIE（D.I.E.）（野澤大二郎 のざわ だいじろう 1964年2月15日 東京都出身）

2007年5月19日横浜 7th AVENUEのライブをもって、正式メンバーとなる。

## 旧メンバー
- ドラマー／Tetsu（向山テツ むかいやま てつ 1955年1月31日 長崎市出身）結成時メンバー

## ディスコグラフィ

### シングル
- The Border（2003年4月 ライブ会場限定販売）
- Circle/Psychogenic（2009年 欧州ツアー会場限定販売）
- Look At The Sky/Psychogenic/Circle（2023年 Look At The Sky Tour 2023ツアー会場限定販売）

### アルバム
- The Line（2003年11月7日 デスティニー）
- BEFORE THE SIREN（2006年3月8日 DANGER CRUE RECORDS）※台湾盤が2006年8月24日にリリース
- METAL BOX（2008年4月9日 DANGER CRUE RECORDS）

### DVD
- HARD RAIN & ROCKS LIVE（2007年9月1日）